# قالب‌گیری تزریقی دیوار نازک
قالب‌گیری تزریقی دیوار نازک (انگلیسی: Thin-wall injection molding) نوع خاصی از قالب‌گیری تزریقی معمولی می‌باشد که تمرکز آن بر تولید انبوه قطعات پلاستیکی سبک و نازک است.

## قطعات دیواره‌نازک
تعریف دیواره‌ی نازک در واقع به اندازه‌ی قطعه در مقایسه با ضخامت دیواره‌ی آن مرتبط است. برای هر قطعه‌ی پلاستیکی، با کم شدن ضخامت دیواره، ساخت آن با روش قالب‌گیری تزریقی دیوار نازک سخت‌تر می‌شود. اندازه‌ی یک قطعه، محدودکننده‌ی ضخامت دیواره است. ضخامت قطعه‌ی دیواره‌‌ نازک کمتر از یک یا دو میلی‌متر است و نسبت طول جریان به ضخامت دیواره در آن بیشتر از 200 است. همچنین، سطح پیش‌بینی شده‌ی قطعه‌ی پلاستیکی، بیش از 50 سانتی‌متر مربع است. به قطعات پلاستیکی با ویسکوزیته خوب مانند PP، PS و PE که ضریب ویسکوزیته آنها ۱ می‌باشد، زمانی قطعه پلاستیکی دیواره نازک گفته می‌شود که ضخامت دیواره آنها، کوچکتر یا مساوی 0.5 میلی‌متر باشد یا نسبت دبی جریان آنها از ۱۵۰ بیشتر باشد. این نسبت برای قطعات معمول بسته بندی مواد غذایی در محدوده‌ی 250 است. هرچه این نسبت بالاتر باشد ، قالب‌گیری آن دشوارتر است.

## طراحی قطعات دیواره‌نازک
قطعات پلاستیکی دیواره نازک، از ضخامت دیواره‌ی کمی برخوردار هستند. اما باید مقاومت در برابر ضربه، کیفیت ظاهری و پایداری ابعادی محصول و همچنین ابعاد دقیق را برآورده کنند و ‌بتوانند در برابر بارهای استاتیکی بزرگ مقاومت کنند. بنابراین استحکام، مقاومت در برابر ضربه و شرایط ساخت قطعات پلاستیکی باید در فرایند طراحی در نظر گرفته شود.
از آنجا که حفره قالب تزریق پلاستیک با دیواره نازک بسیار باریک است و مقاومت در برابر پرشدن مذاب نیز زیاد است، قطعات پلاستیکی باید عاری از گوشه های تیز و با حداقل پرفوریشن (ضلع های متعددی که نهایتا تشکیل یک دایره را می‌دهند و هر چقدر تعداد آنها بیشتر باشد، دایره دقیق‌تر و بدون لبه‌های تیز می‌باشد.) طراحی شوند.
در فرایندهای قالب‌گیری تزریقی دیواره نازک  از فشارهای بالایی استفاده می‌شود که می‌تواند انقباض موضعی را محدود کند. بنابراین دنده‌های تقویتی، ضخیم‌تر طراحی می‌شوند. هنگامی که ضخامت دیواره کمتر از 1 میلی‌متر باشد، دنده‌ها می‌توانند به اندازه‌ی دیواره ضخامت داشته باشند. از آنجا که انقباض قطعات دیواره نازک کمتر است، زاویه شیب دنده‌های تقویت کننده، برجستگی‌ها و لبه ها باید افزایش یابد.

## تجهیزات

#### دستگاه قالب‌گیری تزریق پلاستیک دیواره نازک
در مقایسه با قالب‌گیری تزریق معمولی ، قالب‌گیری با دیواره‌ی نازک نیاز به دستگاه‌هایی دارد که برای مقاومت در برابر تنش‌ها و فشارهای بالاتر طراحی و ساخته شده اند. برای ساخت قطعات با کیفیت ، قسمت کنترل رایانه‌ای دستگاه‌های قالب‌گیری باید دقیق باشد. به همین دلیل این ماشین‌های قالب‌گیری گران‌تر از ماشین‌های معمولی هستند. دستگاه‌های تزریق دیواره نازک معمولاً دارای گیره‌هایی هستند تا زمان چرخه سریع را تحمل کند. برنامه‌های نگهداری منظم از دستگاه‌ها باید تکمیل شود تا دستگاه و قطعات آسیب نبینند. این ماشین ها معمولاً 24 ساعته کار می کنند بنابراین باید به خوبی نگهداری شوند.
با توجه به این که دستگاه‌های تزریق پلاستیک معمولی به سختی می‌توانند نیازهای تزریق پلاستیک دیواره نازک را برآورده کنند، جهت تامین دستگاه تزریق پلاستیک برای تولید این نوع قطعات، موارد زیر باید در نظر گرفته شود:
ماشین‌های قالب‌گیری تزریقی برای کنترل باید از ریزپردازنده‌های با وضوح بالا استفاده کنند. در طول مراحل قالب‌گیری تزریق دیواره نازک، فشار و سرعت باید به‌طور مستقل و همزمان کنترل شوند. روش معمول دستگاه تزریق پلاستیک، استفاده از کنترل سرعت در مرحله پر کردن و مرحله کنترل فشار است که این روش برای قطعات دیواره نازک، صدق نمی‌کند.
سرعت یکی از مهم‌ترین فاکتورهای تزریق موفق قطعات پلاستیکی دیواره نازک است. پر کردن سریع و فشار زیاد می‌تواند ترموپلاستیک مذاب را با سرعت بالا به داخل حفره قالب تزریق کند تا از انجماد گیت‌های تزریق جلوگیری شود. اگر یک قطعه پلاستیکی استاندارد در طی ۲ ثانیه پر شود، ضخامت قالب ۲۵٪ کاهش می‌یابد. پس زمان پرشدن با کاهش ۵۰% ضخامت، فقط ۱ ثانیه است.

#### طراحی قالب تزریق
همانند دستگاه های قالب‌گیری تزریقی ، قالب‌های تزریقی باید به اندازه کافی مقاوم باشند تا در برابر فشارها و تنش‌های زیاد مقاومت کنند. ساخت قالب‌ها  با استفاده از فولاد‍‌‌‌های سخت شده‌ی ابزار، عمر طولانی مدت قالب را تضمین می‌کند. قالب همچنین باید دارای یک سیستم خنک کننده باشد تا بتواند به سرعت قسمت پلاستیکی داغ را خنک کند تا چرخه‌ی سریع ممکن شود. برای رسیدن به این هدف ، کانال‌های خنک کننده باید نزدیک به سطح قالب طراحی شوند. تمیز کردن قالب به صورت روزانه نیز برای حفظ کیفیت قطعه یک نیاز اساسی است.

#### چند نکته
برای کاربردهای سنگین‌تر، در قالب‌های دیواره‌ نازک، از فولاد سخت‌تر از P20 استفاده می‌شود. به خصوص هنگامی که انتظار می‌رود ساییدگی و فرسایش زیاد باشد. فولادهای H-13 و D-2 در استفاده در ورودی‌های گیت موفق بوده‌اند.
برای کاهش فشار پین، از پین های بزرگ‌تر از پین‌های قالب‌های معمولی استفاده می‌شود.
پولیش سنبه‌ها و ریب‌ها می‌تواند مشکلات چسبیدن قطعه را از بین ببرد. همچنین بهبود سطح قالب مثلا استفاده  Nickel-PTFE می‌تواند باعث بهبود کیفیت قطعه شود.
راه‌های هوا (به انگلیسی: Air vents)  نیز از اهمیت ویژه‌ای برخوردارند و می‌توان با استفاده از پین‌های سنبه و پین‌های پران این راه هوا را ایجاد کرد.بهتر است تهویه  در ۳۰٪ خط تقسیم (به انگلیسی: Parting line) در اطراف قطعه باشد. راه‌های هوا به‌طور معمول ۰٫۰۰۰۸ تا ۰٫۰۰۱۲ اینچ در عمق و ۰٫۲۰۰ تا ۰٫۰۴۰۰ اینچ در طول گسترده هستند.  بعضی از قالب‌سازان، جهت تخلیه سریع گاز و از بین بردن خلاء درون حفره قالب، خط تقسیم  را با یک واشر آب‌بندی کرده‌اند که معمولا نیازی به این کار نیست.
سرعت تزریق بالاتر و گیت‌های بزرگ‌تر، باعت می‌شود که گیت‌ها دیرتر سرد شده و راحت‌تر از قطعه جدا شوند که منجر به یک قطعه‌ی با کیفیت می‌گردد.

#### ربات
در کشورهایی که نیروی انسانی گران است ، معمولاً از ربات‌ها برای جدا کردن قطعات پلاستیکی از قالب و طبقه‌بندی آنها استفاده می شود. این ربات ها بر روی دستگاه قالب‌گیری ثابت هستند و باید سریع و قابل اعتماد باشند.

## پلاستیک مورد استفاده
رزین های پلاستیکی مناسب برای قالب‌گیری دیواره‌های نازک باید دارای خواص جریان بالا ، به ویژه گرانروی ذوب کم باشند. علاوه بر این ، آنها باید به اندازه‌ی کافی محکم باشند تا از تخریب شدن توسط گرمای تولید شده ناشی از نرخ برش بالا (سرعت تزریق زیاد) جلوگیری کنند.
برخی از تولیدکنندگان پلاستیک، پلاستیک‌هایی را مخصوص کاربردهای دیواره نازک می سازند که دارای خاصیت جریان عالی در داخل حفره‌ی قالب هستند. به عنوان مثال ، تولید کننده‌ی پلاستیک سبیک (به انگلیسی: Sabic)، پلاستیکی تولید می‌کند که به‌طور خاص برای ظروف و درب‌های دیواره نازک طراحی شده‌است.
یکی دیگر از تولیدکنندگان پلاستیک بیر (به انگلیسی: Bayer) ، ترکیبی از پلی کربنات (PC) و اکریلونیتریل بوتادین استایرن (ABS) را ایجاد می‌کند که به‌طور خاص برای ایجاد بدنه‌های دیواره نازک تلفن همراه طراحی شده‌است.

## فرآیند قالب‌گیری تزریق پلاستیک
دامنه‌ی پارامترهای این فرایند ، که برای قطعات قالب‌ریزی شده با دیواره نازک استفاده می شود ، به‌طور قابل توجهی کوچک‌تر از قالب‌گیری تزریق معمولی است ، زیرا پرکردن قطعات نازک برای واحد تزریق دستگاه در مقایسه با قطعات ضخیم‌تر، دشوارتر است. حتی با وجود قطعات و قالب‌های بهینه طراحی شده ، تولید قطعات با دیواره‌های نازک هنوز دشوارتر است.
سرعت و فشار تزریق ثابت برای حفظ کیفیت قطعات تولید شده از قالب‌گیری دیواره‌ نازک مورد نیاز است.

## کاربردها
با افزایش مواد پلاستیکی و هزینه‌های انرژی ، روند تولید قالب‌های دیوار نازک در بسیاری از صنایع پلاستیک همچنان افزایش می‌یابد.
صنایع زیر از قالب‌ریزی دیواره‌های نازک استفاده می‌کنند:
بسته بندی مواد غذایی (به عنوان مثال ظروف و درب‌های بسته‌بندی غذا)
صنایع خودروسازی (به عنوان مثال قطعات سازه‌ای و غیر سازه‌ای خودرو) 
ارتباطات از راه دور (به عنوان مثال بدنه‌ی تلفن‌ همراه)
تجهیزات پزشکی (به عنوان مثال سرنگ) 
تجهیزات محاسباتی (به عنوان مثال بدنه‌ی کیس کامپیوتر)

## فواید
قطعات پلاستیکی ارزان ، ایمن و تمیز.
قالب‌گیری با دیواره‌ی نازک باعث کاهش مصرف منابع ، کاهش وزن ، کاهش مصرف سوخت و کاهش هزینه می‌شود.
زمان چرخه در این روش در مقایسه با قطعات پلاستیکی دیواره ضخیم کوتاه‌تر است. این برای قالب‌های تزریقی خوب است زیرا زمان تحویل و هزینه آنها را کاهش می‌دهد.
قطعات سبک‌تر، انتشار سوخت را در کاربردهای مرتبط با خودرو کاهش می‌دهند.
قطعات پلاستیکی دیواره نازک که دربسته‌بندی مواد غذایی به کار می‌روند از پلاستیک‌های قابل بازیافت مانند پلی پروپیلن (PP) ساخنه شده‌اند 
برخی از قطعات دیوار نازک را می توان از پلاستیک‌های پایدار تهیه کرد.

## معایب
تولید زباله و آسیب به محیط زیست
پروسه پیچیده‌تر
هزینه‌ی بالاتر جهت تامین ماشین‌آلات و ربات‌ها جهت تولید این نوع قطعات
قالب‌گیری با دیواره‌ی نازک نیاز به ماشین آلات قالب‌گیری تخصصی ، قالب تزریق و ربات‌هایی دارد که بتوانند تنشهای زیاد ، زمان چرخه سریع و برنامه‌های تولید طولانی مدت را تحمل کنند. علاوه براین ساخت قطعات دیواره‌نازک به تکنسین های قالب‌سازی ماهر نیاز دارد.